# Scandriglia
Scandriglia – miejscowość i gmina we Włoszech, w regionie Lacjum, w prowincji Rieti.
Według danych na rok 2004 gminę zamieszkiwało 2379 osób, 37,8 os./km².